# Cerro Ejido
Cerro Ejido és un nucli de població del departament d'Artigas, al nord de l'Uruguai, i un suburbi de la seva capital, la ciutat d'Artigas. Es troba al sud del centre urbà. Limita a l'oest amb San Eugenio i Cerro Signorelli, i al sud amb el suburbi de Pintadito. La ruta 30 connecta aquestes poblacions.

## Població
Segons les dades del cens de 2004, Cerro Ejido tenia una població aproximada de 516 habitants.
| Any  | Població |
| ---- | -------- |
| 1996 | 177      |
| 2004 | 516      |
| 2011 | 790      |